# Бергман, Штефан
Штефан Бергман (нем. Stefan Bergmann, нидерл. Stevan Bergmann; 24 августа 1903, Бад-Фёслау — 21 ноября 1984, Бларикум) — нидерландский пианист австрийского происхождения.
Получил музыкальное образование в Вене, ученик Юлиуша Вольфсона. Выступал как ансамблист (в частности, впервые в Вене исполнив Элегическое трио Сергея Рахманинова). В дальнейшем обосновался в Нидерландах. Гастролировал в разных странах Европы, в 1947 году дебютировал в Карнеги-холле. В годы Второй мировой войны выступал как солист с нидерландскими еврейскими оркестрами. В послевоенное время преподавал в Антверпенской консерватории, где среди его учеников был, в частности, Филиберт Меес. Записал фортепианный концерт Йозефа Розенштока (с Симфоническим оркестром радио AVRO под управлением Хьюго Ригнолда). В молодости сочинял лёгкие фортепианные пьесы; две из них, «Небесная песнь» и Полька-каприс, были записаны пианисткой Эйлин Джойс.